# Кемальпаша
Кемальпаша (тур. Kemalpaşa) — місто і район на сході сучасної провінції Ізмір, Турецька Республіка. На північному заході район межує з міським районом Ізміра Борнова, на заході - з міським районом Ізміра Буджа, на південному заході - з районом Торбали, на південному сході - з районом Байиндир, на північному сході-с ілом Маніса. У Туреччині відомий завдяки своїй черешні.

## Історія
Спочатку в цих місцях знаходилося грецьке місто Німфей (грец. Νύμφαιον). Золота доба Німфея припала на період між 1204 і 1291 роками, коли він відігравав важливу роль у житті Нікейської імперії, а потім і відновленої після 1261 року Візантійської імперії. Місто розташовувалося близько до Смирни, але на деякій відстані від Егейського моря, що робило його більш захищеним від піратів, особливо в період хрестових походів. Німфей розташовувався в досить мальовничій області Іонія з м'яким зимовим кліматом, тому його облюбували як свою зимову резиденцію останні візантійські імператори Палеологи. До наших днів дійшли лише руїни досить скромного візантійського палацу (одного з небагатьох палаців пізньовізантійської епохи). У Німфеї звик зустрічати день пальм (Вербна неділя) Нікейський імператор Іоанн III Дука Ватац. Там він і помер 3 листопада 1254 року в наметі, поставленому в палацовому саду.
Незважаючи на формальне проголошення Нікеї столицею імперії, її імператори проживали в основному в Німфеї. Невипадково тому в місті відбувалося багато важливих переговорів і був укладений Німфейський договір (1261), невигідний для імперії. Після нього почалося поступове ослаблення імперії.

## Турецьке завоювання
До 1291 року, після краху візантійських укріплень по р. Сангарій, турки і туркмени впритул підійшли до Німфея. Колишня столиця перетворилася на прикордонний пост і опинилася на лінії фронту з турками. У 1291-1293 роках в німфеї майже три роки перебували з військами візантійський імператор Андронік II і полководець Алексій Ділантропен, але їхні зусилля хоч якось стабілізувати грецький кордон з турками виявилися в результаті марними. Каталонська кампанія у 1304 році мала більш значний успіх у боротьбі з турками, але від каталонських мародерів страждали також і греки. Так чи інакше, після відходу каталонців грецька влада в місті протримався всього лише десятиліття. У 1315 році турецький бей Сарухан остаточно підкорив місто, перейменувавши його в Ніф (тур. Nif), хоча до 1922 року місто продовжувало залишатися одним з центрів греко-православної культури Малої Азії.

## Новий час
8 вересня 1922 року в місті провів ніч Мустафа Кемаль-паша перед тим, як покласти край окупації Ізміру, і на честь цієї події місто Ніф було згодом перейменовано на Кемальпаша. З 1990-х років місто фактично перетворилося на передмістя Ізміра, що переживає інтенсивний процес субурбанізації.